# Distròfia muscular d'Emery–Dreifuss
La distròfia muscular d'Emery-Dreifuss és una afecció que actua principalment en els músculs que s'empren en la locomoció (múscul esquelètic) i el múscul cardíac.
Rep el seu nom per Alan Emery i Fritz E. Dreifuss.

## Símptomes
Entre els trets més primerencs d'aquesta afecció hi ha unes deformitats de les articulacions anomenades "contractures", que restringeixen els moviments d'algunes d'elles. Comencen a apreciar des dels primers anys i fins a l'adolescència, i molt freqüentment afecten les espatlles, turmells i el coll. Els individus més afectats també experimenten debilitat muscular progressiva i desgast, començant pels músculs de la part distal dels membres superiors i inferiors, arribant a afectar progressivament a les espatlles i malucs, requerint-se en ocasions de mitjans auxiliars de locomoció causa de la discapacitat.
Gairebé tots els pacients amb distròfia muscular d'Emery-Dreifuss presenten problemes cardíacs en l'edat adulta. En molts casos, aquests problemes es produeixen per anormalitats en els senyals elèctrics que controlen el ritme cardíac (defectes de la conducció cardíaca) i ritmes cardíacs anormals (arrítmies). Sense tractament aquestes anormalitats poden portar a un ritme cardíac inusualment baix (bradicàrdia), síncope i un augment de risc d'accident cerebrovascular i mort sobtada.

## Classificació
Els tipus de distròfia muscular d'Emery-Dreifuss es distingeixen pel seu patró d'heretabilitat: Lligats al cromosoma X, autosòmic dominants i autosòmica recessiva.
- Tot i que els tres tipus tenen signes i símptomes similars, els investigadors creuen que els trets d'una distròfia muscular autosòmic dominant són més variables que la resta dels tipus. Un petit percentatge de les persones amb aquesta forma experimenten problemes cardíacs sense patir prèviament debilitat o desgast de músculs esquelètics.
- Lligats al cromosoma X És la forma més comuna d'aquesta afecció, i la seva prevalença és d'1 cas per cada 100,000 habitants.
- El tipus autosòmic recessiu sembla molt rar. Es compta amb molt pocs casos registrats. La seva incidència es desconeix.

## Genètica
La causa de l'afecció està en mutacions en els gens EMD i LMNA. Aquests gens pertanyen a proteïnes que són components de la membrana nuclear, que envolta el nucli cel·lular, que els investigadors pensen que tenen un paper en la regulació de certs gens.
- La major part dels casos d'aquesta malaltia estan provocats per mutacions en el gen EMD. Aquest gen codifica una proteïna anomenada emerina, que sembla essencial per a la funció del múscul cardíac i esquelètic. La major part de les mutacions en aquest gen eviten la producció d'una emerina funcional. Continua sense estar clar com la manca d'aquesta proteïna produeix els signes i símptomes de la distròfia muscular d'Emery-Dreifuss. No obstant això se sap que aquesta proteïna és essencial en el paper de lligar el centrosoma al nucli en interfase.[5]
- La forma menys comuna d'aquesta distròfia correspon a mutacions en el gen LMNA. Aquest gen codifica dues proteïnes molt similars, les làmines A i C .